# Diplocarpon
Diplocarpon is een geslacht van schimmels uit de familie Drepanopezizaceae. De typesoort is Diplocarpon rosae.

## Soorten
Volgens Index Fungorum telt het geslacht 11 soorten (peildatum maart 2022):
| Soortnaam                                     | Auteur(s)                        | Publicatiejaar |
| --------------------------------------------- | -------------------------------- | -------------- |
| Diplocarpon alpestre                          | (Ces.) Rossman                   | 2014           |
| Diplocarpon coronariae                        | (Ellis & Davis) Wöhner & Rossman | 2020           |
| Diplocarpon earlianum                         | (Ellis & Everh.) F.A. Wolf       | 1924           |
| Diplocarpon fragariae                         | (Lib.) Rossman                   | 2014           |
| Diplocarpon hymenaeae                         | Bat. & I.H. Lima                 | 1957           |
| Diplocarpon impressum                         | (Fr.) L. Holm & K. Holm          | 1977           |
| Diplocarpon mali                              | Y. Harada & Sawamura             | 1974           |
| Diplocarpon mespili (Meidoornbladkringenzwam) | (Sorauer) B. Sutton              | 1980           |
| Diplocarpon polygoni                          | E. Müll.                         | 1977           |
| Diplocarpon rosae (Sterroetdauw)              | (Lib.) F.A. Wolf                 | 1912           |
| Diplocarpon saponariae                        | (Ces.) Nannf.                    | 1936           |